# ミンクの手ざわり
『ミンクの手ざわり』（原題・英語: That Touch of Mink）は、1962年に製作・公開されたアメリカ映画である。イーストマン・カラー シネマスコープ作品。

## 概要
前年の『恋人よ帰れ』に続くデルバート・マン監督とドリス・デイのコンビ作であり、ケーリー・グラントとデイの唯一の共演作となった。

## キャスト
- フィリップ・シェイン：ケーリー・グラント（日本語吹替：中村正）
- キャシー・ティンバーレイク：ドリス・デイ（日本語吹替：天地総子）
- ロジャー：ギグ・ヤング（日本語吹替：近石真介）
- コニー・エマーソン（キャシーのルームメイト）：オードリー・メドウズ（日本語吹替：高橋和枝）
- ヨギ・ベラ
- ミッキー・マントル
- ロジャー・マリス

※日本語吹替：初回放送1970年2月2日『月曜ロードショー』
その他：和田哲、八奈見乗児、宮田光

## スタッフ
- 監督：デルバート・マン
- 製作総指揮：ロバート・アーサー
- 製作：マーティン・メルチャー、スタンリー・シャピロ
- 脚本：スタンリー・シャピロ、ネイト・モナスター
- 音楽：ジョージ・ダニング
- 撮影：ラッセル・メティ
- 編集：テッド・J・ケント
- 美術：ロバート・クラットワーシー、アレクサンダー・ゴリツィン
- 装置：ジョージ・ミロ
- 衣装：ノーマン・ノレル、ローズマリー・オデル（クレジットなし）

## 映画賞受賞・ノミネーション
- 受賞
  - ゴールデングローブ賞 作品賞 (ミュージカル・コメディ部門)
- ノミネーション
  - アカデミー脚本賞：スタンリー・シャピロ、ネイト・モナスター
  - アカデミー美術賞（カラー）：ロバート・クラットワーシー、アレクサンダー・ゴリツィン、ジョージ・ミロ
  - アカデミー録音賞：ウォルドン・O・ワトソン
  - ゴールデングローブ賞 主演男優賞 (ミュージカル・コメディ部門)：ケーリー・グラント